# Ла Баранка, Авенида Санта Лусија (Текамак)
Ла Баранка, Авенида Санта Лусија (шп. La Barranca, Avenida Santa Lucía) насеље је у Мексику у савезној држави Мексико у општини Текамак. Насеље се налази на надморској висини од 2258 м.

## Становништво
Према подацима из 2010. године у насељу су живела 2 становника.

### Хронологија
| Година       | 2000        | 2005         | 2010 |
| ------------ | ----------- | ------------ | ---- |
| Становништво | 25 (18 / 7) | 36 (19 / 17) | 2    |

### Попис
| # | Индикатор                     | Вредност |
| - | ----------------------------- | -------- |
| 1 | Укупно домаћинстава           | 4        |
| 2 | Укупно насељених домаћинстава | 2        |
| 3 | Величина локације             | 1        |